# Liste der Justizvollzugsanstalten in Baden-Württemberg
Die Liste der Justizvollzugsanstalten in Baden-Württemberg führt bestehende und ehemalige Justizvollzugsanstalten im Land Baden-Württemberg auf.

## Justizvollzugsanstalten
| Justizvollzugsanstalt                    | Ort                  | Inbetriebnahme | Belegungsfähigkeit | Bemerkungen                                                                                 | Bild |
| ---------------------------------------- | -------------------- | -------------- | ------------------ | ------------------------------------------------------------------------------------------- | ---- |
| Justizvollzugsanstalt Adelsheim          | Adelsheim            | 1974           | 417                | für männliche Jugendliche                                                                   |      |
| Justizvollzugsanstalt Bruchsal           | Bruchsal             | 1848           | 600                | für männliche Gefangene.                                                                    |      |
| Justizvollzugsanstalt Freiburg           | Freiburg im Breisgau | 1878           |                    |                                                                                             |      |
| Jugendarrestanstalt Göppingen            | Göppingen            |                | 40                 |                                                                                             |      |
| Justizvollzugsanstalt Hechingen          | Hechingen            |                |                    |                                                                                             |      |
| Justizvollzugsanstalt Heidenheim         | Heidenheim           | 1967           | 45                 | Betrieben von 1967 bis 2012, abgebrochen 2014.                                              |      |
| Justizvollzugsanstalt Heilbronn          | Heilbronn            | 1870           | 321                |                                                                                             |      |
| Justizvollzugsanstalt Heimsheim          | Heimsheim            | 1990           | 441                |                                                                                             |      |
| Justizvollzugskrankenhaus Hohenasperg    | Asperg               | 1968           | 172                |                                                                                             |      |
| Sozialtherapeutische Anstalt Hohenasperg | Asperg               |                |                    |                                                                                             |      |
| Justizvollzugsanstalt Karlsruhe          | Karlsruhe            |                |                    |                                                                                             |      |
| Justizvollzugsanstalt Konstanz           | Konstanz             | 1875           | 140                |                                                                                             |      |
| Justizvollzugsanstalt Lörrach            | Lörrach              | 1865           | 81                 |                                                                                             |      |
| Justizvollzugsanstalt Mannheim           | Mannheim             |                | 747                |                                                                                             |      |
| Justizvollzugsanstalt Offenburg          | Offenburg            | 2009           |                    | Außenstelle Kenzingen                                                                       |      |
| Jugendarrestanstalt Rastatt              | Rastatt              |                | 51                 | Außenstelle der JVA Karlsruhe                                                               |      |
| Justizvollzugsanstalt Ravensburg         | Ravensburg           | 1876/1982      | 462                | Außenstelle Schloss Bettenreute.                                                            |      |
| Justizvollzugsanstalt Rottenburg         | Rottenburg           | 1824           | 692                |                                                                                             |      |
| Justizvollzugsanstalt Rottweil           | Rottweil             | 1861           |                    |                                                                                             |      |
| Justizvollzugsanstalt Schwäbisch Gmünd   | Schwäbisch Gmünd     | 1808           | 335                | Anstalt „Gotteszell“ für weibliche Gefangene                                                |      |
| Justizvollzugsanstalt Schwäbisch Hall    | Schwäbisch Hall      | 1998           |                    |                                                                                             |      |
| Justizvollzugsanstalt Stuttgart          | Stuttgart            | 1964           | 787                |                                                                                             |      |
| Justizvollzugsanstalt Tauberbischofsheim | Tauberbischofsheim   | 1852/1893      | 24                 | Bestand seit 1979 zeitweise als Außenstelle der JVA Adelsheim. Wurde Ende 2003 geschlossen. |      |
| Justizvollzugsanstalt Ulm                | Ulm                  |                | 350                |                                                                                             |      |
| Justizvollzugsanstalt Waldshut-Tiengen   | Waldshut             | 1848           |                    |                                                                                             |      |
| Seehaus Leonberg                         | Leonberg             |                |                    | Jugendstrafvollzug in freien Formen                                                         |      |
| Projekt Chance                           | Creglingen           |                |                    | Jugendstrafvollzug in freien Formen                                                         |      |